# Velarifictorus rhombifer
Velarifictorus rhombifer är en insektsart som först beskrevs av Lucien Chopard 1954.  Velarifictorus rhombifer ingår i släktet Velarifictorus och familjen syrsor. Inga underarter finns listade i Catalogue of Life.